# Zealachertus planus
Zealachertus planus är en stekelart som beskrevs av Berry 1999. Zealachertus planus ingår i släktet Zealachertus och familjen finglanssteklar. Inga underarter finns listade i Catalogue of Life.